# Sparrenburg

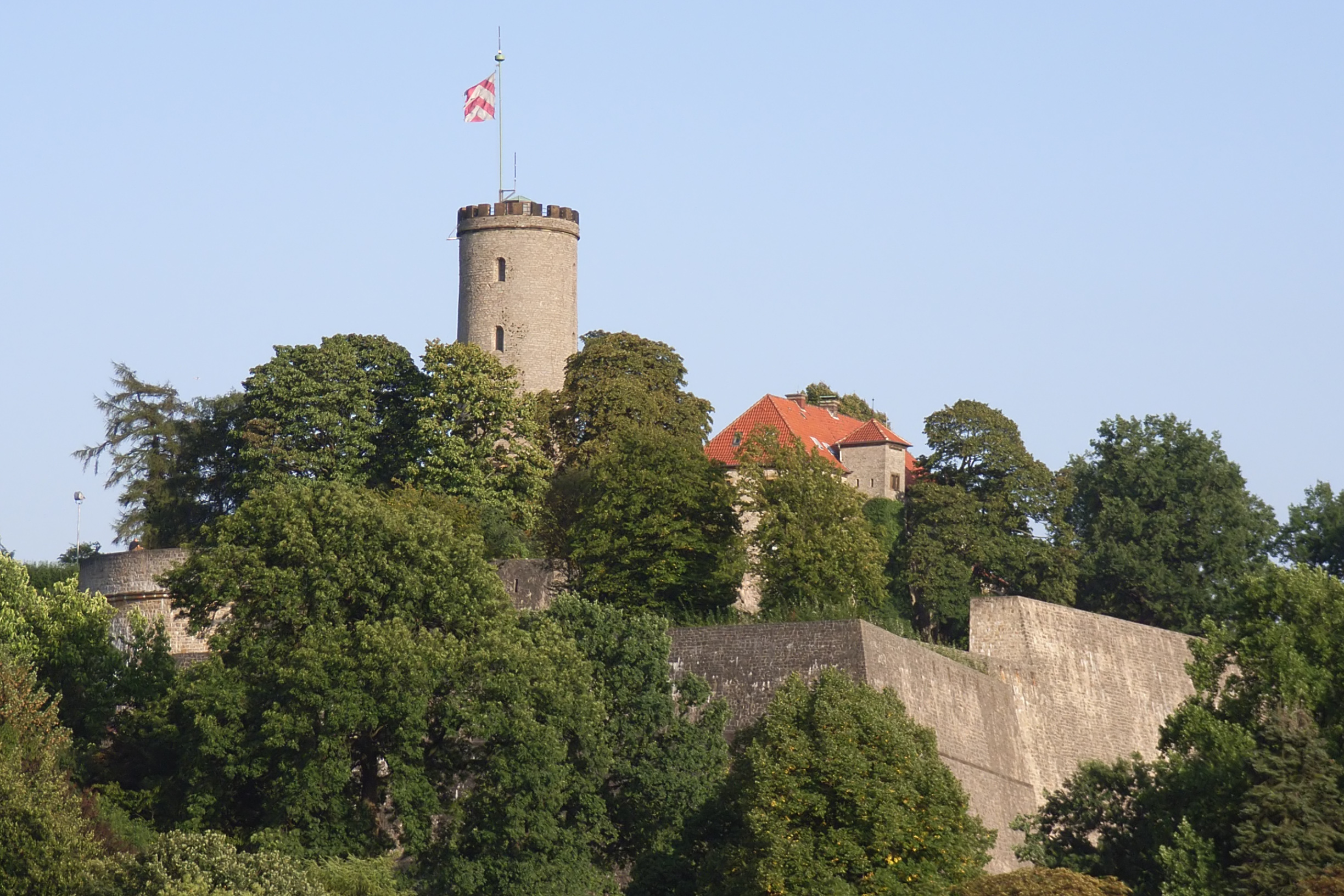
Burgansicht von Westen

Die Sparrenburg (eigentlich: Burg und Festung Sparrenberg, früher auch Sparenburg) ist eine restaurierte Burg- und Festungsanlage im Bielefelder Stadtbezirk Mitte. Die Sparrenburg liegt auf dem 180 m hohen Sparrenberg im Teutoburger Wald und überragt das nahe Stadtzentrum um gut 60 m. Ihr heutiges Aussehen geht im Wesentlichen auf das 16. und 19. Jahrhundert zurück. Die Sparrenburg ist die nördlichste erhaltene Spornburg Deutschlands und gilt als ein Wahrzeichen Bielefelds.

## Geschichte

### Die ersten Jahrhunderte
Die Sparrenburg wurde als Burg vor 1250 durch die Grafen von Ravensberg erbaut. Sie diente der Sicherung des Bielefelder Passes über den Teutoburger Wald, als Herrschersitz der Grafen von Ravensberg und dem Schutz der um 1214 gegründeten Stadt Bielefeld. Da in der Regel die Anlage einer schützenden Burg einer Stadtgründung vorausging, wird neuerdings vermutet, dass es noch einen älteren Vorgängerbau gegeben habe. Andererseits konnte die Bielefelder Altstadt (im engeren Sinne) vor der Erfindung von Feuerwaffen nicht vom Osning (alter Name des Teutoburger Waldes) aus angegriffen werden und nach der Errichtung der Sparrenburg wurde zwischen Burg und Altstadt die Neustadt angelegt. Erstmals urkundlich erwähnt wurde die Burg 1256.
1346 starb Graf Bernhard von Ravensberg kinderlos. Damit starb das Haus Calvelage-Ravensberg aus. Die Burg fiel nun durch Heirat an Graf Gerhard I. von Jülich-Berg, der seit 1338 mit Bernhards Nichte Margarete verheiratet war. Die Funktion eines Herrschersitzes entfiel weitgehend. Am 18. November 1377 übernachtete Kaiser Karl IV. auf der Burg. Von 1410 bis 1428 diente die Sparrenburg als Herrschersitz für Graf Wilhelm II. von Ravensberg, der aus der das Herzogtum Berg regierenden Linie des Hauses Jülich stammte. 1511 wechselte die Sparrenburg erneut den Besitzer: Herzog Wilhelm von Jülich-Berg, der auch Graf von Ravensberg war, starb und Grafschaft und Burg fielen an seinen Schwiegersohn Herzog Johann von Jülich-Kleve-Berg.

### Ausbau der Burg zur Festung

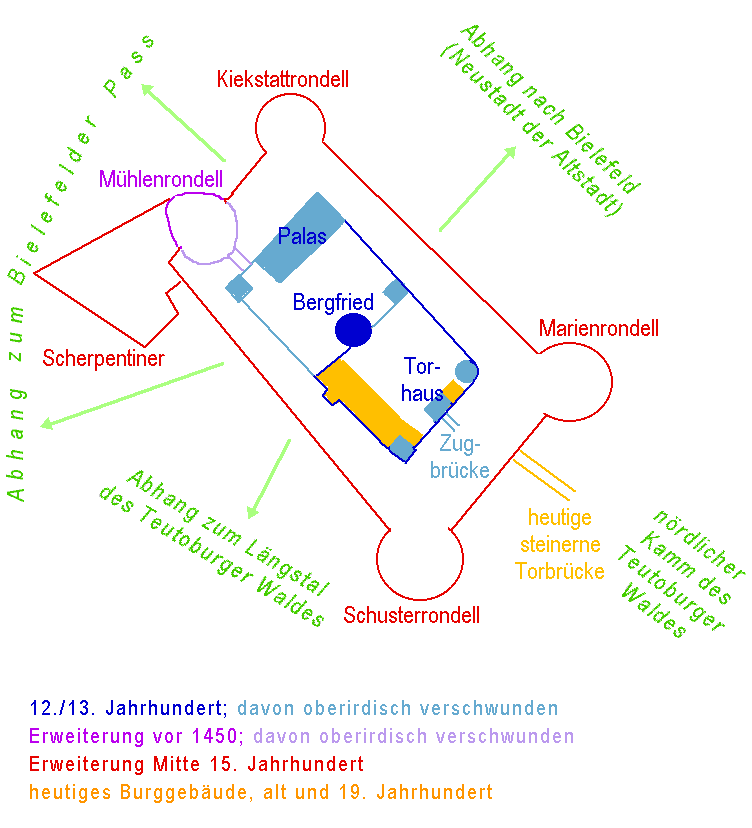
Baugeschichte der Sparrenburg. Wo genau der mittelalterliche Burg-Palas gestanden hat, ist unklar. Die Einzeichnung ist daher nur eine Vermutung.

Als nach der Erfindung des Schießpulvers immer mehr Geschütze und andere
Feuerwaffen in Gebrauch kamen, wurde die alte Burg zu einer frühneuzeitlichen
Festung ausgebaut, die auch Kanonenfeuer standhalten und eigene Geschütze einsetzen konnte. Um 1530 wurde westlich ein – nur durch eine Steinbogenbrücke mit der eigentlichen Burg verbundener – Geschützturm (Batterieturm) errichtet, der nun auch den Einsatz eigener Geschütze zur Verteidigung ermöglichte.
1535 begann im Auftrag von Johann III. von Jülich-Kleve-Berg der Ausbau zu einer planmäßig rondellierten Festungsanlage. Nachdem die Nordecke mit dem Kiekstattrondell versehen war, dessen obere Geschützplattform 2007 freigelegt wurde, entstanden einige Jahre später auf der Süd-Ost-Seite das Schuster- und Marienrondell. Der Geschützturm und die drei Rondelle wurden dabei durch Kurtinen (Festungsmauern) miteinander verbunden. 30 m vor dem alten Burgtor entstand ein neues Festungstorhaus. Im Bereich zwischen der inneren Burg und der neuen Festungsumwallung wurden Wege und Plätze zu Kasemattenräumen und Verbindungsgängen („unterirdischen“ Räumen und Gängen) überwölbt und danach der Bereich fast bis zur Oberkante der Kurtinen mit Erde verfüllt.
An der Westecke ergab sich durch den früheren Geschützturm, der an einer ungünstigen Stelle stand, eine festungsbauliche Schwachstelle. Zur Lösung dieses Problems wurde 1556 der italienische Festungsbaumeister Alessandro Pasqualini nach Bielefeld gerufen. Dieser entwarf – nach der damals modernen italienischen Festungsbaumanier – für die Westecke die Bastion „Scherpentiner“. Der Geschützturm wurde dabei als Flanke in die Bastion integriert. Die Bezeichnung Scherpentiner lässt sich nur bei der Sparrenburg nachweisen, seine Herkunft geht auf die Serpentinen (italienisch serpentina „Schlange“, deutscher Begriff: Feldschlange), leichte Artilleriegeschütze des 15. und 16. Jahrhunderts, zurück.
So entstand die größte Festung in Westfalen und eine der am besten erhaltenen renaissance-zeitlichen Befestigungsanlagen in Norddeutschland.

### Bewährungsproben

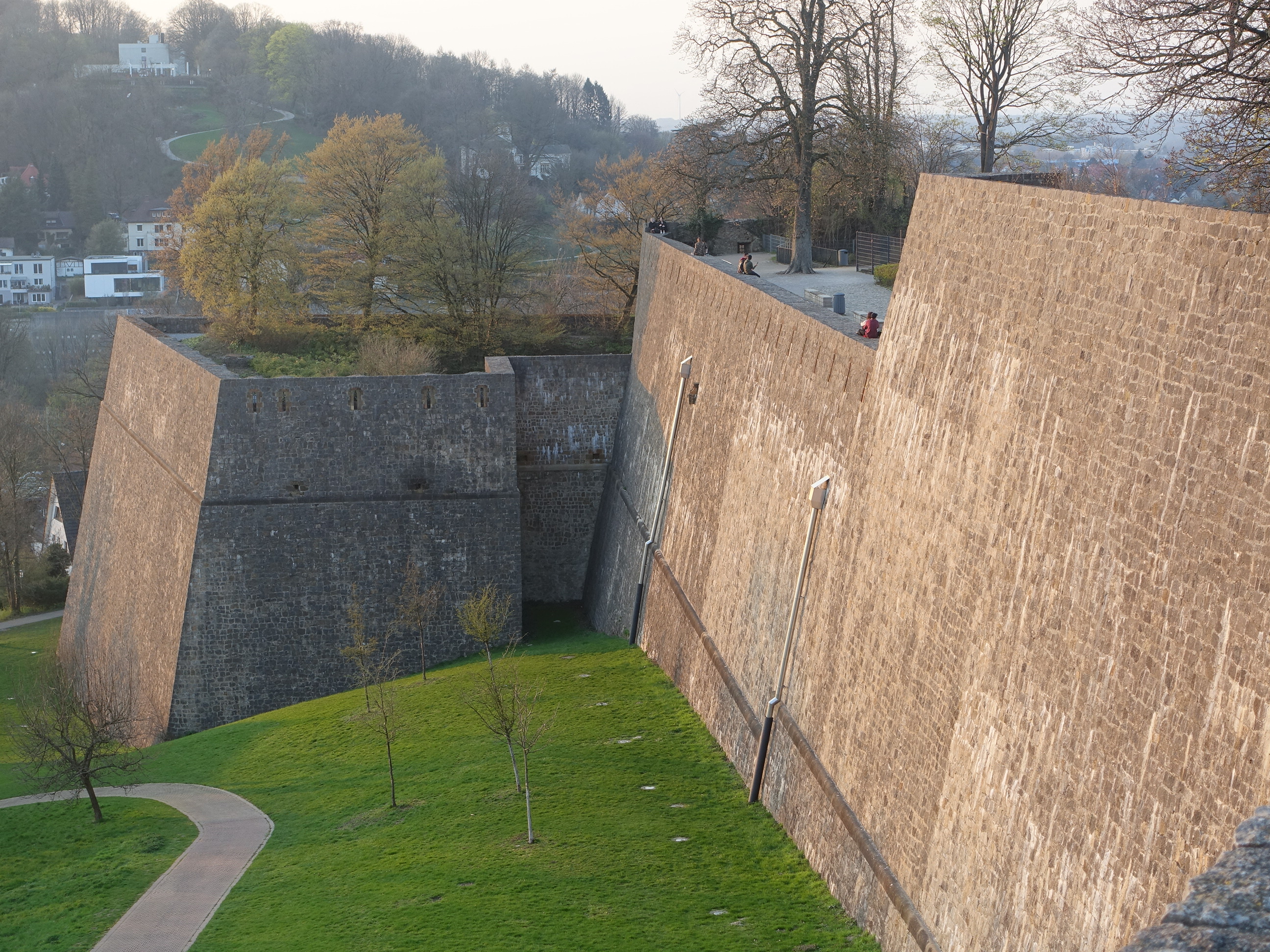
Blick vom Schusterrondell auf den Scherpentiner

1609 starb mit Johann Wilhelm von Jülich-Kleve-Berg der letzte Herzog aus dem Hause Jülich ohne männlichen Nachfahren. Die von den Haupterben Johann Sigismund Brandenburg und Wolfgang Wilhelm von Pfalz-Neuburg 1609 vereinbarte Gemeinschaftsregierung scheiterte, was zum Jülich-Klevischen Erbfolgestreit führte. 1612 wurde die Burg durch ein Erdbeben beschädigt. Der 1614 geschlossene Vertrag von Xanten beendete den Erbfolgestreit. Die Burg fiel an Brandenburg-Preußen, das zunächst der verbündeten Republik der Sieben Vereinigten Provinzen das Besatzungsrecht einräumte. Die niederländische Besatzung traf im November 1615 ein.
Im Zuge des 1618 ausgebrochenen Dreißigjährigen Krieges mussten die Niederländer sich 1623 vor den übermächtigen Spaniern zurückziehen, die von Graf Johann von Rietberg angeführt wurden. 1625 versuchte der brandenburgische Oberst Gent vergeblich, mit Hilfe der ravensbergischen Bauern die Sparrenburg zurückzuerobern. 1636 belagerten Truppen des Schwedischen Reichs und der Landgrafschaft Hessen-Kassel fast ein Jahr lang die Spanier, bevor diese 1637 die Festung übergeben mussten. 1642 wurde die Sparrenburg den verbündeten Franzosen überlassen. Der Westfälische Friede 1648 bestätigte die Zugehörigkeit zu Brandenburg-Preußen. In der Folgezeit hielt sich Friedrich Wilhelm von Brandenburg, der Große Kurfürst,  mehrfach auf der Festung auf. Sie diente ihm als westfälische Nebenresidenz. Zwei seiner Kinder wurden hier geboren. Im Holländischen Krieg widerstand die Sparrenburg ihren letzten Belagerungen durch das Hochstift Münster (1673) und das Königreich Frankreich (1679).

### Verfall und romantische Erneuerung
Mit Ende des 17. Jahrhunderts genügte die Sparrenburg den militärischen Erfordernissen nicht mehr. Sie wurde daher teils als Gefängnis genutzt, teils dem Verfall preisgegeben. Die Außenmauern und Gebäude auf der Burg wurden abgetragen. Auf Veranlassung König Friedrichs II. wurde aus den Steinen der abgerissenen Bauteile unter anderem in den 1770er Jahren die noch heute an der Hans-Sachs-Straße vorhandene 55er-Kaserne erbaut. Ein Teil der Steine wurde verkauft.
Im Zuge der Burgenromantik des 19. Jahrhunderts gründete sich in Bielefeld das „Comité zur Wiederherstellung des Thurmes auf dem Sparenberge“ und betrieb den Wiederaufbau des Turmes, der 1842/43 erfolgte. Hierbei wurde der untere, im Grundriss noch tropfenförmige alte Teil des Bergfrieds mit dem neuen, nun runden Aussichtsturm überbaut.
Im Jahr 1879 konnte die Stadt Bielefeld die Anlage für einen Preis von 8.934,90 Mark vom preußischen Staat erwerben, obwohl der ursprüngliche Wert auf 70.000,00 Mark taxiert wurde. Nach Plänen des Architekten Eberhard Hillebrand wurde nach langen Diskussionen über die Gestaltung des Bauwerks 1886 mit der Errichtung des neuen Palasgebäudes begonnen. Am 24. April 1888 übergab man das im neogotischen Stil ausgeführte Bauwerk mit Festsaal, Restaurant und Museumsräumen.
Im Innenhof wurde 1900 im Beisein Kaiser Wilhelms II., des (nominell) letzten Grafen zu Ravensberg, ein von Fritz Schaper geschaffenes Denkmal des Großen Kurfürsten aufgestellt.

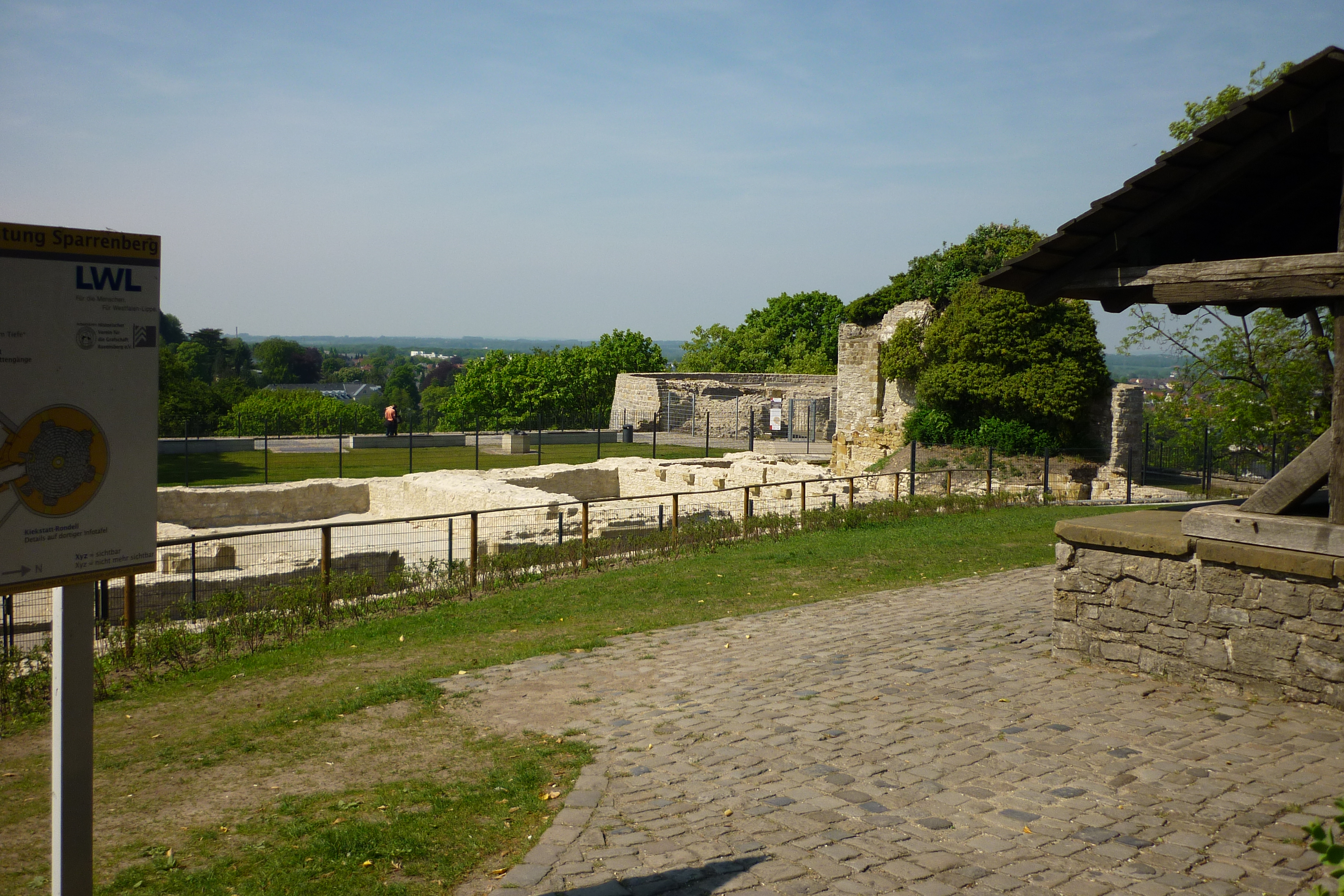
Blick vom Brunnen über die Ausgrabungsstelle zum Kiekstattrondell

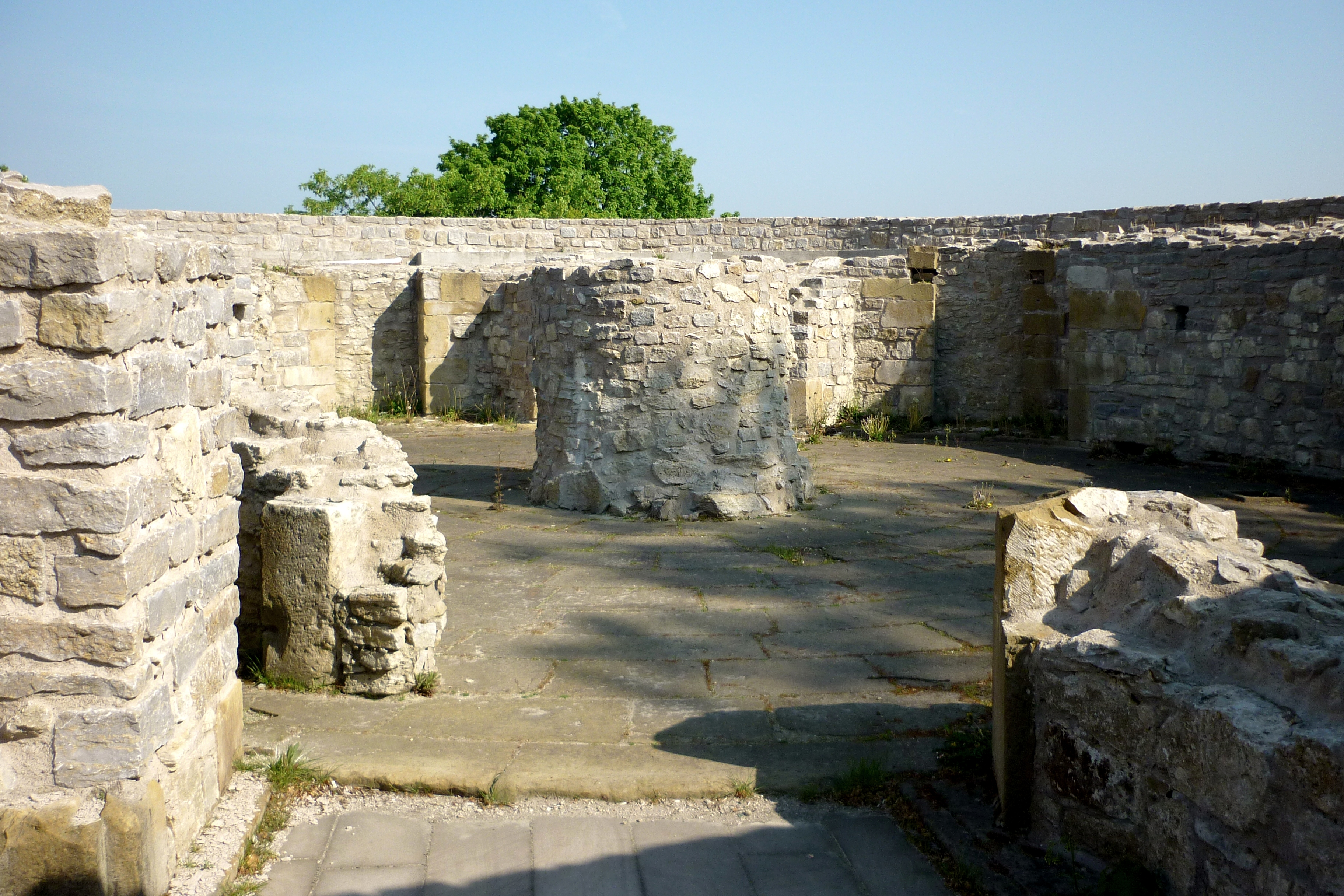
Kiekstattrondell

### Kriegszerstörungen und Restaurierungen
Während des Zweiten Weltkrieges als Flakstellung genutzt, wurde die Sparrenburg beim Luftangriff auf Bielefeld am 30. September 1944 schwer beschädigt, nur der Turm blieb unversehrt.
Von 1948 bis 1987 liefen fast durchgängig Aufräum- und Restaurierungsarbeiten. Von 1955 bis 1982 war im wieder aufgebauten Wirtschaftsgebäude das Deutsche Spielkartenmuseum untergebracht.
Bei den Sanierungsarbeiten seit 2007 hat man auf dem nördlichen Kiekstattrondell einen früheren Fußboden der Verteidigungsanlage freigelegt. Er befindet sich drei Meter unter dem jetzigen Niveau. Ferner wurde eine Treppe entdeckt, die hinunter in die Kasematten führt.
2008 wurden von den Archäologen im Bereich der Hauptburg der Grundriss eines großen, rechteckigen Gebäudes freigelegt. Das nach den Architekturformen (Sockelschrägen, Türgewände) wohl um 1500 errichtete Gebäude teilte sich in fünf Räume auf.
Im Juni 2008 wurden zwei quadratische, 50 cm breite nebeneinander liegende Lüftungsschächte nahe der Außenmauer zwischen Kiekstatt und Windmühlenrondell entdeckt, die mehr als acht Meter in die Tiefe führen. Während der eine Schacht in dieser Tiefe eine sichtbare Öffnung in der Außenmauer besitzt, führt der andere Schacht in ein bisher unbekanntes Gewölbe, das seinen Boden in zwölf Metern Tiefe hat und recht dicht unter dem bisher bekannten Gangsystem liegt. Die Funktion dieser Schächte und des darunter liegenden Raumes ist weitgehend unklar.
Am 17. September 2014 eröffnete das Besucherzentrum der Sparrenburg. Das eingeschossige Gebäude mit einer Fassade aus Stampfbeton wurde vom Schweizer Architekten Max Dudler entworfen und beherbergt auf knapp 80 m2 einen Ticketschalter, den Museumsshop und einen Kiosk. Es wurde am südöstlichen Rand des Burghofs erbaut.

## Besichtigung, Veranstaltungen und Aktionen

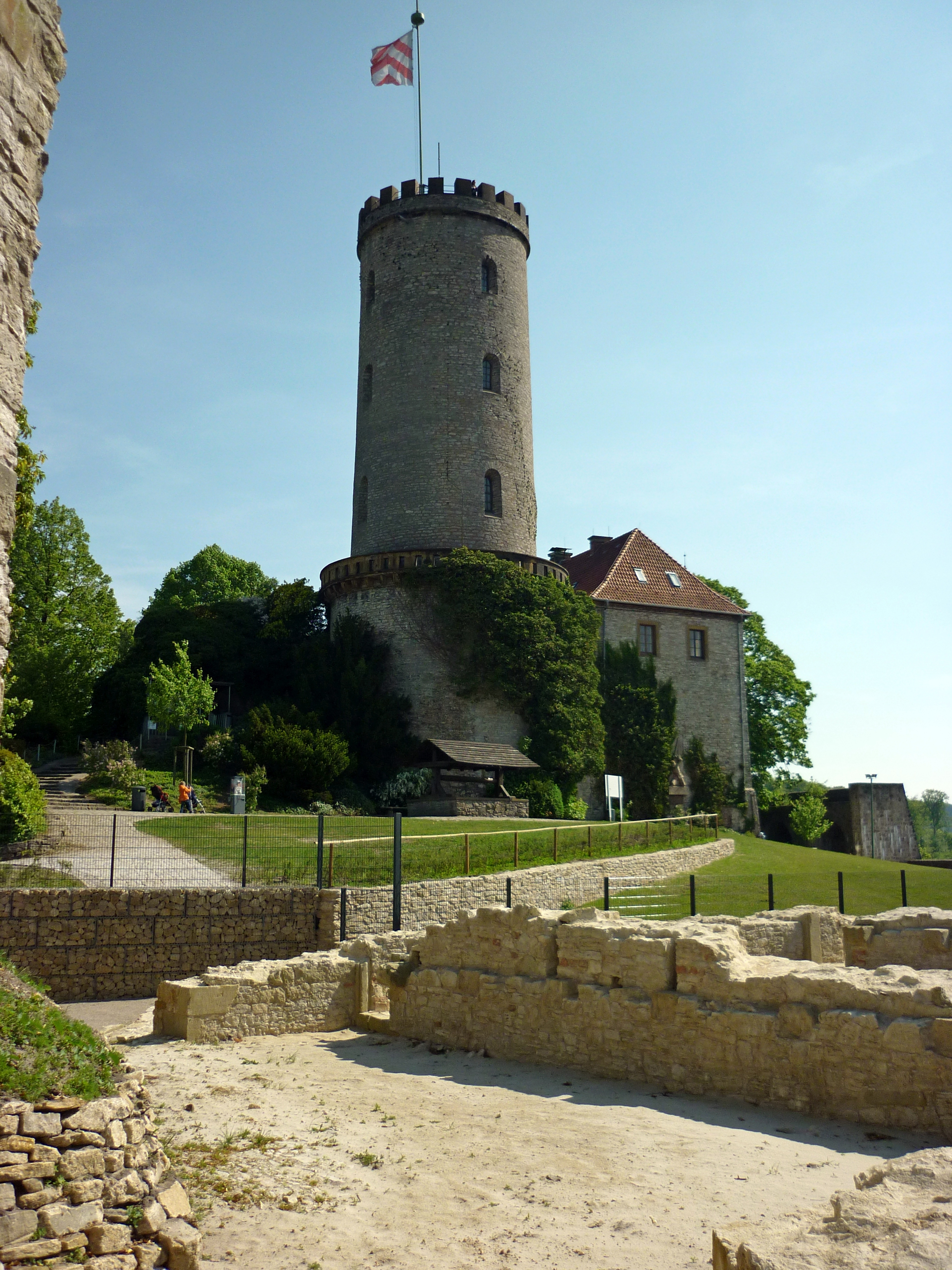
Bergfried mit Palas und Ausgrabungs-Bereich des mittelalterlichen Palas

Der oberirdische Teil der Sparrenburg kann ganzjährig besichtigt werden, ein Eintritt wird nur für die Ersteigung des Turms und für die Führungen durch die unterirdischen Gänge erhoben. Zur späten Nachtstunde wird das Brückengitter verschlossen. Die weiteren Anlagen der Sparrenburg sind von April bis Oktober täglich zugänglich, einschließlich der Besteigung des 31,5 Meter hohen Turmes und der des südöstlichen Teils der 285 Meter langen unterirdischen Gänge (Kasematten). Der nordwestliche Teil der unterirdischen Gänge ist mit Ausnahme dreier Führungen pro Jahr nicht zugänglich, da dort Fledermäuse ihren Unterschlupf haben.
Eine Attraktion ist das jährlich am letzten Juli-Wochenende stattfindende Sparrenburgfest, bei dem Schausteller und Händler das Leben im Mittelalter nachstellen. Das Fest fand bis 2008 innerhalb der Burgmauer statt, musste dann wegen der Ausgrabungsstätten aber auf eine unterhalb gelegene Fläche ausweichen. Veranstalter ist Kramer Zunft & Kurtzweyl GmbH.
Um den Erhalt und die Sanierung der Anlage finanziell sicherzustellen, wurde die Aktion Ein Stein für die Burg initiiert, bei der gegen Geldspenden die Patenschaft für einen Stein in der Burgmauer übernommen werden konnte. Bei höheren Spendensummen war eine persönliche Gravur des Steins möglich. Insgesamt wurden 3.100 Patenschaften übernommen. Die Möglichkeit einer derartigen Patenschaft besteht seit Ende 2006 nicht mehr, weil mit den gravierten Steinen ausschließlich die Rondelle der Burg gepflastert wurden und die Anzahl der Patenschaften somit begrenzt war. Angesichts der geschätzten Sanierungskosten von 7,5 Millionen Euro sucht die Bielefelder Bürgerstiftung auch nach Ende der Patenschaftsaktion nach weiteren Spendern.
Regelmäßig ist die Sparrenburg das Ziel des Hermannslaufs, der seit 1972 am letzten Aprilwochenende stattfindet und über aktuell 31,1 km vom Hermannsdenkmal durch den Teutoburger Wald nach Bielefeld führt.
Im Juli 2009 wurden auf dem aktuellen Ausgrabungsgelände, dem Kiekstattrondell sowie in den Kasematten über vier Tage Szenen des Films Die Bielefeld-Verschwörung gedreht. Alle drei Kulissen sowie der Graf von Ravensberg sind wichtige Handlungsbestandteile des Films.

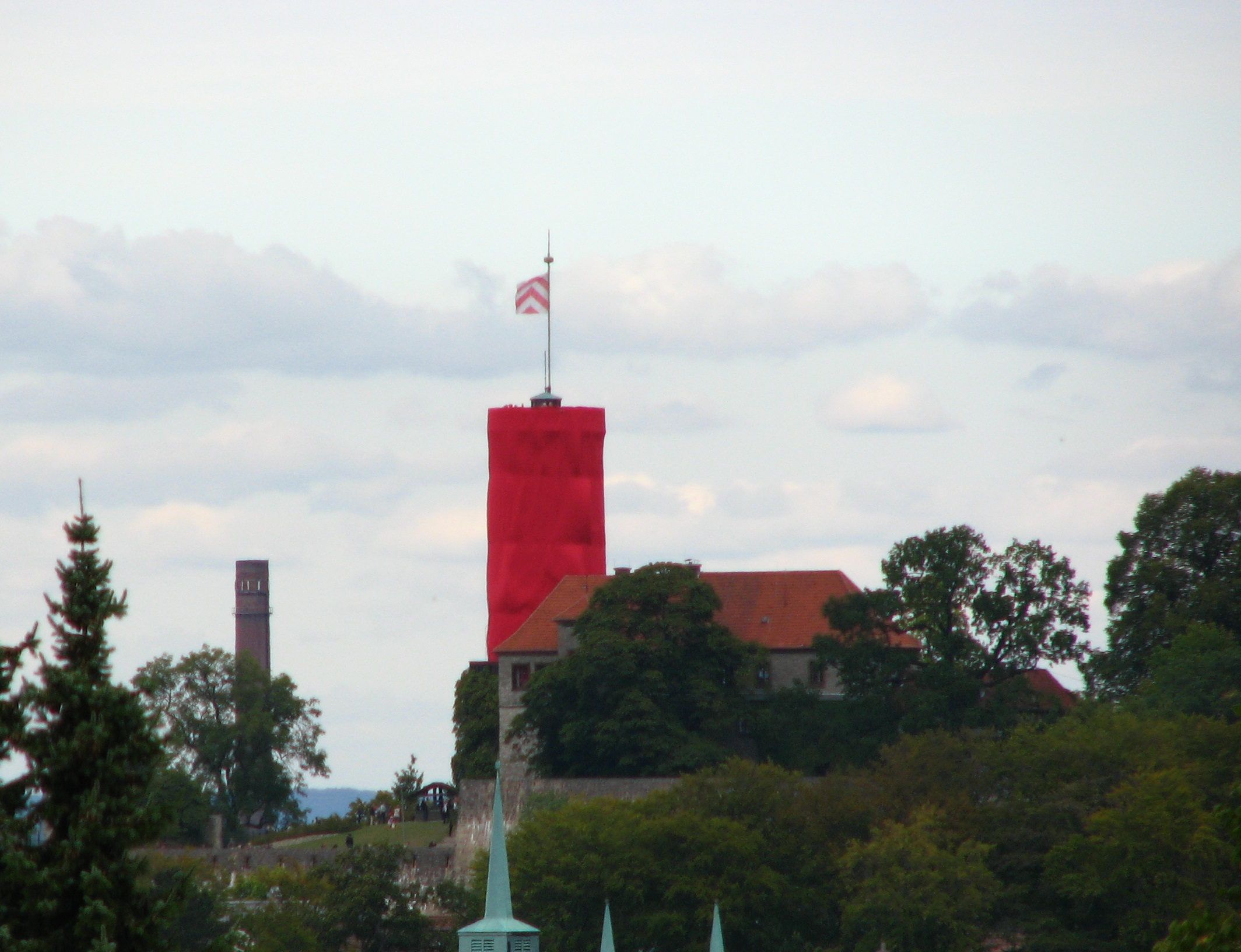
Die verhüllte Sparrenburg.

Vom 21. bis 24. September 2012 wurde der Turm der Sparrenburg von Mitgliedern der Raumausstatter-Innung Bielefeld mit rotem Stoff verhüllt. Anlass waren die Feierlichkeiten zum 125-jährigen Bestehen der Kreishandwerkerschaft Bielefeld.
Als Reaktion auf die Terroranschläge am 13. November 2015 in Paris wurde die Sparrenburg am 15. November 2015 in den Farben der Flagge Frankreichs angestrahlt.

## FFH-Gebiet
Die Parkanlagen der Sparrenburg sind für Fledermäuse ein wichtiges Nahrungshabitat, die unterirdischen Gewölbe werden als Quartier von ca. 10 Fledermausarten genutzt. Die Gebäude sowie die umliegenden Parkanlagen sind deswegen als FFH-Gebiet ausgewiesen (FFH-Nummer 3917-301, Fläche ca. 6 ha). Zielarten sind vor allem die Bechsteinfledermaus, die Teichfledermaus sowie das Große Mausohr, die in der Burg ihr Winterquartier haben.